# F.-X.-Mayr-Kur
Die F.-X.-Mayr-Kur (auch: Franz-Xaver-Mayr-Kur) ist eine Fastenmethode zur Gesundheitsförderung und „Entschlackung“, die nach ihrem Erfinder Franz Xaver Mayr benannt ist. Hauptziel ist eine „Sanierung“ des Darmes, die durch leicht verdauliche und monotone Ernährung – bestehend aus Milch und Semmeln – realisiert werden soll. Die Kur ist aber keine Diät zur Gewichtsreduktion, jedoch eine Art des Fastens.
Wissenschaftliche Nachweise der behaupteten Wirkungen der Kur fehlen.

## Geschichte
Die Kur geht auf den Militärarzt Franz Xaver Mayr zurück, hierbei griff Mayr die sogenannte „Zell-Milieu-Theorie“ Alfred Pischingers auf. Mayrs Therapie wurde unter dem Namen Milch-Semmel-Kur bekannt, obwohl er der Art der Ernährung mehr Bedeutung einräumte als dem Nahrungsmittel selbst. Die vorübergehende Monotonie der Kost sei ein wichtiger Heilfaktor und verhelfe dem Organismus nach einiger Zeit zu vollständiger Verdauung einer naturbelassenen Kost. Außerdem hat die trockene Semmel die Funktion, das gründliche Kauen zu trainieren und den so wichtigen Speichelfluss anzuregen, der die erste Stufe der Verdauung ist.

## Prinzipien
Die F.X.-Mayr-Therapie versteht sich als naturheilkundliches Kurverfahren. Im Vordergrund stehen die „Darmentgiftung“ und die so genannte Entschlackung, wodurch die Selbstheilungskräfte des Körpers gefördert werden sollen. Außerdem soll sie eine angebliche Übersäuerung des Körpers beseitigen und im Sinn einer Regenerierung auf das Körpergewebe, seine Flüssigkeiten und auf das Blut einwirken. Die Methode soll bei  diversen Beschwerden (Allergien, Autoimmunerkrankungen, Schlafstörungen, Diabetes, Rückenschmerzen, Verdauungsbeschwerden) helfen. Zudem zieht die Schulung auf das Einüben einer Esskultur mit kleinen Portionen und gründlichem Kauen ab.
Die Säulen der Mayr-Methode sind die vier S: Schonung, Säuberung, Schulung und Substitution.

### Schonung
Die üblichste Art der Mayr-Kur ist die „Milch-Semmel-Diät“: 250 ml Milch und eine altbackene Semmel aus Weizen-Auszugsmehl, dieses morgens und mittags. Abends nur etwas Kräutertee mit Honig und Zitronensaft.
Nach frühestens 3 Wochen kann zur „milden Ableitungs-Diät“ gewechselt werden. Dabei bekommt man zusätzlich leichte Kost.

### Säuberung
Bei der „Säuberung“ geht es um eine angebliche „Entschlackung“ und „Entsäuerung“ des Verdauungstraktes.
Die „Entschlackung“ erfolgt auf mehreren Wegen, über:
- den Darm: durch morgens 1 TL Bittersalz in Wasser. Falls dieses nicht mehr wirkt, geht auch Glaubersalz.

Im Fall hartnäckiger Verstopfung kann ein Einlauf am Kurbeginn stehen.
Weitere Einläufe können auch noch während der Kur angezeigt sein.
- die Haut: durch Duschen oder Baden,
- die Lungen: durch Atmen bei (zügigem) Gehen und
- die Nieren. Außerhalb der Mahlzeiten sind Leitungs- oder Mineralwasser und Kräutertee erlaubt.

Für die „Entsäuerung“, sowohl für die Ableitung über den Darm als auch über die Nieren wird, je nach Bedarf (Harn-pH, gemessen mit Papierstreifen), Basenpulver aufgelöst in Wasser getrunken.

### Schulung
Die Schulung erfolgt durch gründliches Kauen. Nach 50-maligem Kauen eines Semmel-Würfelchens wird dazu ein TL Milch genommen. Dadurch soll der Mensch an gründliches Kauen gewöhnt werden. Während der Mahlzeit soll auf Ablenkungen und Gespräche verzichtet werden.
Getrunken wird nach Mayr nicht während, sondern mit wenigstens einer halben Stunde Abstand vor und wenigstens einer Stunde nach einer Mahlzeit.

### Substitution
Die Substitution soll einer Mangelernährung vorbeugen, die bei den heutigen Lebens- und Ernährungsgewohnheiten relativ häufig sei. Da die Milch-Semmel-Diät auch eine Art der Mangelernährung ist, ist oft die ergänzende Gabe von Vitaminen, Spuren- und Mineralstoffen indiziert.

## Die manuelle Bauchbehandlung
Ein wesentlicher Bestandteil ist die „manuelle Bauchbehandlung“. Das ist ein sanftes kreisendes Streicheln des Bauches, im Uhrzeigersinn, zuerst kleine Kreise, dann große Kreise auf eine ganz genau vorgeschriebene Weise. Durch die manuelle Bauchbehandlung wird zuerst (mit den kleinen Kreisen im oberen Bereich) der Dünndarm und danach (mit den größeren Kreisen) der Dickdarm angeregt. Diese Bauchbehandlung kann auch vom Kurenden selbst ausgeführt werden.

## Kritik
Die F.-X.-Mayr-Kur stellt, wie jede andere Diät, eine Belastung für den Körper dar, und zwar bereits für einen Gesunden. Sie sollte auf keinen Fall ohne ärztliche Begleitung durchgeführt werden. Die Wirksamkeit der Kur wurde wissenschaftlich nie untersucht, Aussagen über Effekte können daher nicht getroffen werden.
Weder ist eine angebliche „Übersäuerung“ des Körpers noch eine notwendige „Entschlackung“ wissenschaftlich plausibel, noch liegen Wirksamkeitsnachweise vor.